# Петропавловка (Астраханская область)
Петропавловка — село в Наримановском районе Астраханской области России. Входит в состав Барановского сельсовета.

## География
Село находится в южной части Астраханской области, на левом берегу Волги, на расстоянии примерно 10 километров (по прямой) к северо-северо-западу (NNW) от города Нариманов, административного центра района. Абсолютная высота — 24 метра ниже уровня моря.
Климат умеренный, резко континентальный. Характеризуется высокими температурами летом и низкими — зимой, малым количеством осадков, а также большими годовыми и летними суточными амплитудами температуры воздуха.

## Население
| 2002 | 2010 | 2013 | 2014 |
| ---- | ---- | ---- | ---- |
| 482  | ↘375 | ↘370 | ↘368 |

По данным Всероссийской переписи, в 2010 году численность населения села составляла 375 человек (194 мужчины и 181 женщина). Согласно результатам переписи 2002 года, в национальной структуре населения русские составляли 68 %, казахи — 31 %.

## Инфраструктура
В селе функционируют основная общеобразовательная школа, фельдшерско-акушерский пункт (филиал ГБУЗ АО «Наримановская районная больница»), дом культуры, библиотека и отделение Почты России.

## Улицы
Уличная сеть села состоит из 10 улиц.